# Mateo de Toro-Zambrano y Ureta
Mateo de Toro Zambrano y Ureta, I conde de la Conquista (Santiago, 20 de septiembre de 1727-ibídem, 26 de febrero de 1811), caballero de la Orden de Santiago y señor del mayorazgo Toro-Zambrano, fue un militar y político criollo español.
Mateo de Toro-Zambrano y Ureta fue un ciudadano de alta consideración en las postrimerías del Chile colonial, que alcanzó diversos cargos de importancia militar y en la administración local. En 1810 asumió de forma interina como presidente-gobernador y capitán general de Chile luego de la dimisión de Francisco Antonio García Carrasco; en ese cargo, debió enfrentar las constantes presiones para establecer una junta de gobierno en el territorio, algo de lo que él era particularmente opositor. Posteriormente, asumió el 18 de septiembre de 1810 como presidente de la primera Junta Nacional de Gobierno de Chile, siendo así el primer líder del proceso autonomista que desembocaría en la independencia de Chile unos años después.

## Vida y familia

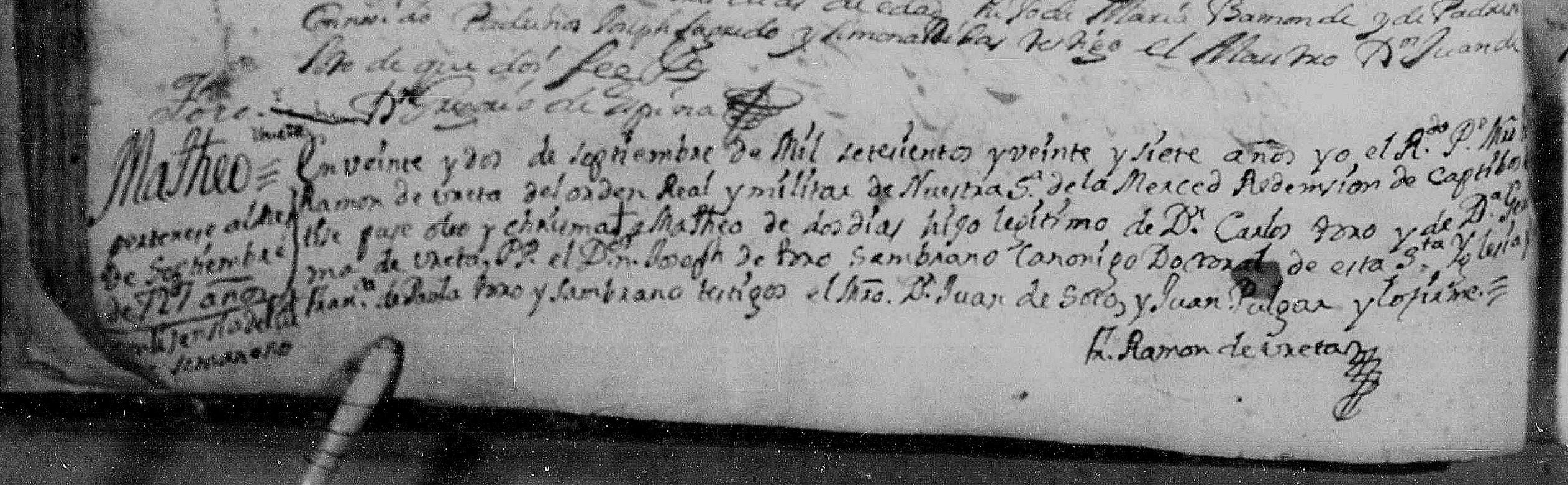
Partida de bautismo de Mateo, ubicada en el archivo parroquial de El Sagrario, Santiago de Chile.

Mateo de Toro-Zambrano y Ureta perteneció a un linaje hidalgo (noble). Fue hijo legítimo de Carlos José de Toro-Zambrano y Escobar y de Jerónima de Ureta y Prado, personas principales y de acomodada situación social y económica de la ciudad de Santiago. Fue bautizado como Matheo de Toro-Zambrano Ureta, recibiendo el mismo nombre de un hermano que lo precedió, Mateo Francisco, nacido el 9 de octubre de 1726, y muerto antes de cumplir un año de edad. 
Mateo de Toro-Zambrano y Ureta era primo del abuelo de José Miguel Carrera, ya que su madre era hermana de Francisca de Ureta y Prado, madre de Ignacio de la Carrera y Ureta, quien fue padre de Ignacio de la Carrera y Cuevas, padre del prócer chileno. Asimismo, descendía directamente de los emperadores incas, puesto que la familia de su abuela materna, los Prado, provenía del inca Manco Cápac. Además de ser tataranieto de Ginés de Lillo y chozno de Juan Bautista Pastene.

## Desempeño cívico y militar
Los muchos historiadores y tratadistas que han incursionado en los detalles de su vida concluyen que se trata de unos de los hombres de más alta valía que jamás haya existido en Chile. Uno de ellos lo describe lacónicamente en estos términos:

Don Mateo Toro, corregidor. Honra del criollismo; pocas palabras; mucho juicio; gran caudal; muy hombre de bien.
José Perfecto de Salas, 1762

Fue regidor del cabildo de Santiago, alcalde de aguas (1750) y alcalde ordinario de esa ciudad (1761). Manuel de Amat y Juniet lo nombró corregidor de Santiago, alcalde mayor de minas y lugarteniente de capitán general (1761). Más tarde, volvió a ejercer dichos cargos en 1768.

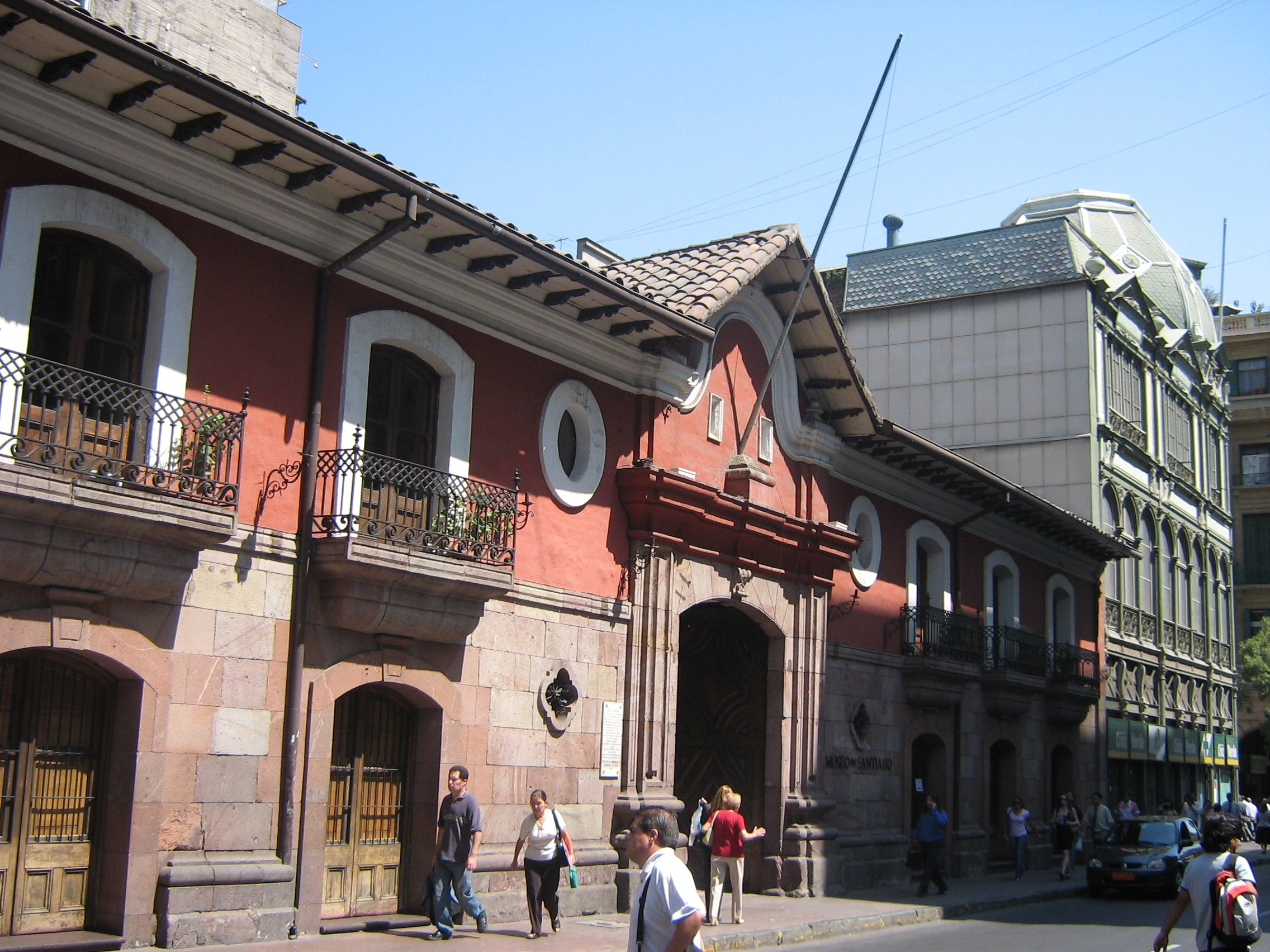
La Casa Colorada fue la residencia de Mateo de Toro-Zambrano y actualmente alberga al Museo de Santiago.

Su labor se caracterizó por un estricto apego a las normas y por un claro sentido del deber. Cuando el cabildo no contó con los fondos necesarios para continuar las obras de construcción de los tajamares del río Mapocho, él mismo echó mano a su dinero y lo puso a disposición del adelantamiento de las faenas. Además, en 1769, luego del alzamiento de los pehuenches en la zona del Biobío, formó a sus expensas una compañía de caballería compuesta de cincuenta soldados, a quienes colocó bajo el mando de su propio hijo José Gregorio. La compañía fue bautizada con el nombre de "Príncipe de Asturias", y se le destinó a guarecer el paso de los Piuquenes, en la precordillera de Santiago.
El 16 de julio de 1810, debido a la dimisión del gobernador Francisco García Carrasco, fue nombrado gobernador interino de la Capitanía General de Chile; el 18 de septiembre del mismo año, fue elegido presidente de la Primera Junta Nacional de Gobierno, constituyéndose el primer Gobierno autónomo de Chile. 
En dicha ocasión se votó la creación de la Primera Junta de Gobierno, a semejanza de las juntas ya instauradas en otras ciudades españolas de América. Mateo de Toro-Zambrano fue elegido presidente de la Junta de Gobierno. Su fallecimiento al año siguiente le impidió tener mayor parte en los sucesos de la independencia de Chile.

## Nobleza
Cuando se refiere a las numerosas distinciones que recibió de parte de los gobernadores y de la Corona española, Domingo Amunátegui afirma: "Estos honrosos antecedentes le estimularon a solicitar del soberano de España un título de Castilla, de que gozaran él y su descendencia. Su hermano don José, que, como se sabe, residía en la corte, fue comisionado para llevar a buen fin esta gestión".
La persistencia de Mateo de Toro-Zambrano y los numerosos informes que llegaron a la corte finalmente tuvieron su recompensa. Pagó los derechos exigidos por la Corona por el título que tanto anhelaba, el cual fue concedido por real cédula fechada el 6 de marzo de 1770, con la denominación de Conde de la Conquista, en referencia a la conquista de las islas Canarias, en la cual uno de sus antepasados, Juan de Toro, jugó un importante papel. Como ocurrió con otros pretendientes chilenos a títulos de nobleza, se le relevó del gravamen del servicio de lanzas, según otra real cédula expedida el 25 de mayo de 1779.

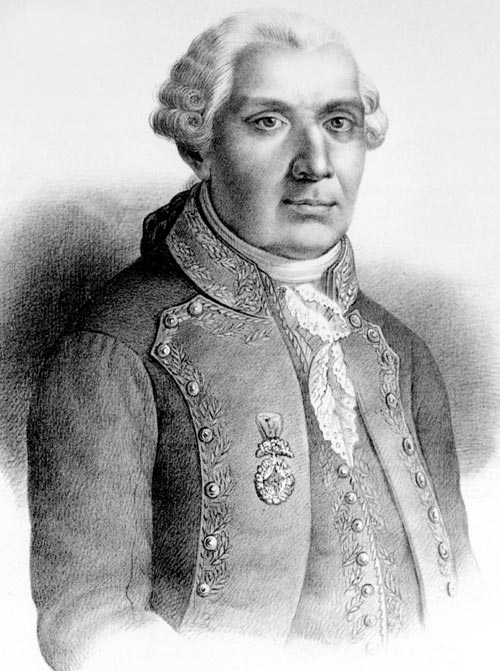
Mateo de Toro-Zambrano y Ureta.

## Familia
Mateo de Toro-Zambrano y Ureta contrajo matrimonio en Santiago, el 3 de mayo de 1751, con su sobrina segunda María Nicolasa de Valdés y de la Carrera (hija de Domingo de Valdés y González de Soberal y de Ana Francisca de Borja de la Carrera y Ureta, Señores del Mayorazgo Valdés en Santiago de Chile), con quien tuvo diez hijos.
Su hijo mayor fallece, quedando el segundo, José Gregorio, como heredero del título y de los bienes del Mayorazgo familiar. José Gregorio de Toro-Zambrano realizó estudios de Derecho en España, llegando a ser teniente coronel del Ejército español. En la metrópoli, conoció a quien sería su mujer, una dama muy asociada a la corte española: Josefa Dumont de Holdre y Miquel, perteneciente a nobles linajes flamencos y valencianos. A su vuelta a Chile, casado, tiene tres hijos: Manuel María, José y María Nicolasa Isidora de las Mercedes (casada con Juan de Dios Correa de Saa y Martínez), estableciéndose en la Hacienda de la Compañía, en Graneros, al norte de Rancagua.
La hija hereda el título y la hacienda por la muerte de sus hermanos durante la Guerra de Independencia, por lo que quienes heredan los derechos legítimos al condado de la Conquista y bienes del mayorazgo familiar (Casa Colorada y Hacienda de la Compañía) son los actuales descendientes de la familia Correa de Saa y Toro-Zambrano.

## Ascendencia
|  |                                                        |  |  |  |  |  |  |  |  |  |  |  |  |  |  |  |
|  | 16. Tomás de TORO y Zambrano                           |  |  |  |  |  |  |  |  |  |  |  |  |  |  |  |
|  |                                                        |  |  |  |  |  |  |  |  |  |  |  |  |  |  |  |
|  |                                                        |  |  |  |  |  |  |  |  |  |  |  |  |  |  |  |
|  | 8. Alonso de TORO-ZAMBRANO y Astorga                   |  |  |  |  |  |  |  |  |  |  |  |  |  |  |  |
|  |                                                        |  |  |  |  |  |  |  |  |  |  |  |  |  |  |  |
|  |                                                        |  |  |  |  |  |  |  |  |  |  |  |  |  |  |  |
|  | 17. Baltasara de ASTORGA y Álvarez Malaver             |  |  |  |  |  |  |  |  |  |  |  |  |  |  |  |
|  |                                                        |  |  |  |  |  |  |  |  |  |  |  |  |  |  |  |
|  |                                                        |  |  |  |  |  |  |  |  |  |  |  |  |  |  |  |
|  | 4. Tomás de TORO-ZAMBRANO y Ugalde-Salazar             |  |  |  |  |  |  |  |  |  |  |  |  |  |  |  |
|  |                                                        |  |  |  |  |  |  |  |  |  |  |  |  |  |  |  |
|  |                                                        |  |  |  |  |  |  |  |  |  |  |  |  |  |  |  |
|  | 18. Juan de UGALDE-SALAZAR y Ortiz de Allende          |  |  |  |  |  |  |  |  |  |  |  |  |  |  |  |
|  |                                                        |  |  |  |  |  |  |  |  |  |  |  |  |  |  |  |
|  |                                                        |  |  |  |  |  |  |  |  |  |  |  |  |  |  |  |
|  | 9. Sebastiana de UGALDE-Salazar y Uriona               |  |  |  |  |  |  |  |  |  |  |  |  |  |  |  |
|  |                                                        |  |  |  |  |  |  |  |  |  |  |  |  |  |  |  |
|  |                                                        |  |  |  |  |  |  |  |  |  |  |  |  |  |  |  |
|  | 19. Luisa de URIONA y Escobar                          |  |  |  |  |  |  |  |  |  |  |  |  |  |  |  |
|  |                                                        |  |  |  |  |  |  |  |  |  |  |  |  |  |  |  |
|  |                                                        |  |  |  |  |  |  |  |  |  |  |  |  |  |  |  |
|  | 2. Carlos José de TORO-ZAMBRANO y Escobar-Villarroel   |  |  |  |  |  |  |  |  |  |  |  |  |  |  |  |
|  |                                                        |  |  |  |  |  |  |  |  |  |  |  |  |  |  |  |
|  |                                                        |  |  |  |  |  |  |  |  |  |  |  |  |  |  |  |
|  | 20. Alonso de ESCOBAR-VILLARROEL y de las Cuevas       |  |  |  |  |  |  |  |  |  |  |  |  |  |  |  |
|  |                                                        |  |  |  |  |  |  |  |  |  |  |  |  |  |  |  |
|  |                                                        |  |  |  |  |  |  |  |  |  |  |  |  |  |  |  |
|  | 10. Antonio de ESCOBAR-VILLARROEL y Fuenzalida         |  |  |  |  |  |  |  |  |  |  |  |  |  |  |  |
|  |                                                        |  |  |  |  |  |  |  |  |  |  |  |  |  |  |  |
|  |                                                        |  |  |  |  |  |  |  |  |  |  |  |  |  |  |  |
|  | 21. Isabel de FUENZALIDA y Guzmán                      |  |  |  |  |  |  |  |  |  |  |  |  |  |  |  |
|  |                                                        |  |  |  |  |  |  |  |  |  |  |  |  |  |  |  |
|  |                                                        |  |  |  |  |  |  |  |  |  |  |  |  |  |  |  |
|  | 5. Luciana de ESCOBAR-VILLARROEL y Lillo de la Barrera |  |  |  |  |  |  |  |  |  |  |  |  |  |  |  |
|  |                                                        |  |  |  |  |  |  |  |  |  |  |  |  |  |  |  |
|  |                                                        |  |  |  |  |  |  |  |  |  |  |  |  |  |  |  |
|  | 22. Ginés de LILLO y Gil                               |  |  |  |  |  |  |  |  |  |  |  |  |  |  |  |
|  |                                                        |  |  |  |  |  |  |  |  |  |  |  |  |  |  |  |
|  |                                                        |  |  |  |  |  |  |  |  |  |  |  |  |  |  |  |
|  | 11. Luciana LILLO y de la Barrera                      |  |  |  |  |  |  |  |  |  |  |  |  |  |  |  |
|  |                                                        |  |  |  |  |  |  |  |  |  |  |  |  |  |  |  |
|  |                                                        |  |  |  |  |  |  |  |  |  |  |  |  |  |  |  |
|  | 23. Beatriz DE LA BARRERA y Martínez de Vergara        |  |  |  |  |  |  |  |  |  |  |  |  |  |  |  |
|  |                                                        |  |  |  |  |  |  |  |  |  |  |  |  |  |  |  |
|  |                                                        |  |  |  |  |  |  |  |  |  |  |  |  |  |  |  |
|  | 1. Mateo de TORO-ZAMBRANO y Ureta                      |  |  |  |  |  |  |  |  |  |  |  |  |  |  |  |
|  |                                                        |  |  |  |  |  |  |  |  |  |  |  |  |  |  |  |
|  |                                                        |  |  |  |  |  |  |  |  |  |  |  |  |  |  |  |
|  | 24. Juan Bautista de URETA y Ayala                     |  |  |  |  |  |  |  |  |  |  |  |  |  |  |  |
|  |                                                        |  |  |  |  |  |  |  |  |  |  |  |  |  |  |  |
|  |                                                        |  |  |  |  |  |  |  |  |  |  |  |  |  |  |  |
|  | 12. Juan de URETA y Ordóñez                            |  |  |  |  |  |  |  |  |  |  |  |  |  |  |  |
|  |                                                        |  |  |  |  |  |  |  |  |  |  |  |  |  |  |  |
|  |                                                        |  |  |  |  |  |  |  |  |  |  |  |  |  |  |  |
|  | 25. María de los Ángeles BUENO DE HOCES y Ordóñez      |  |  |  |  |  |  |  |  |  |  |  |  |  |  |  |
|  |                                                        |  |  |  |  |  |  |  |  |  |  |  |  |  |  |  |
|  |                                                        |  |  |  |  |  |  |  |  |  |  |  |  |  |  |  |
|  | 6. José de URETA y Pastene                             |  |  |  |  |  |  |  |  |  |  |  |  |  |  |  |
|  |                                                        |  |  |  |  |  |  |  |  |  |  |  |  |  |  |  |
|  |                                                        |  |  |  |  |  |  |  |  |  |  |  |  |  |  |  |
|  | 26. Francisco PASTENE y Seixas                         |  |  |  |  |  |  |  |  |  |  |  |  |  |  |  |
|  |                                                        |  |  |  |  |  |  |  |  |  |  |  |  |  |  |  |
|  |                                                        |  |  |  |  |  |  |  |  |  |  |  |  |  |  |  |
|  | 13. Gerónima PASTENE y Justiniano                      |  |  |  |  |  |  |  |  |  |  |  |  |  |  |  |
|  |                                                        |  |  |  |  |  |  |  |  |  |  |  |  |  |  |  |
|  |                                                        |  |  |  |  |  |  |  |  |  |  |  |  |  |  |  |
|  | 27. Catalina JUSTINIANO y Vicencio                     |  |  |  |  |  |  |  |  |  |  |  |  |  |  |  |
|  |                                                        |  |  |  |  |  |  |  |  |  |  |  |  |  |  |  |
|  |                                                        |  |  |  |  |  |  |  |  |  |  |  |  |  |  |  |
|  | 3. Gerónima de la Concepción de URETA y Prado          |  |  |  |  |  |  |  |  |  |  |  |  |  |  |  |
|  |                                                        |  |  |  |  |  |  |  |  |  |  |  |  |  |  |  |
|  |                                                        |  |  |  |  |  |  |  |  |  |  |  |  |  |  |  |
|  | 28. Diego MARTÍNEZ DE PRADO y Sáenz de Angulo          |  |  |  |  |  |  |  |  |  |  |  |  |  |  |  |
|  |                                                        |  |  |  |  |  |  |  |  |  |  |  |  |  |  |  |
|  |                                                        |  |  |  |  |  |  |  |  |  |  |  |  |  |  |  |
|  | 14. Pedro de PRADO y Medina                            |  |  |  |  |  |  |  |  |  |  |  |  |  |  |  |
|  |                                                        |  |  |  |  |  |  |  |  |  |  |  |  |  |  |  |
|  |                                                        |  |  |  |  |  |  |  |  |  |  |  |  |  |  |  |
|  | 29. Petronila de MEDINA y Gárnica                      |  |  |  |  |  |  |  |  |  |  |  |  |  |  |  |
|  |                                                        |  |  |  |  |  |  |  |  |  |  |  |  |  |  |  |
|  |                                                        |  |  |  |  |  |  |  |  |  |  |  |  |  |  |  |
|  | 7. Francisca de PRADO y Lorca                          |  |  |  |  |  |  |  |  |  |  |  |  |  |  |  |
|  |                                                        |  |  |  |  |  |  |  |  |  |  |  |  |  |  |  |
|  |                                                        |  |  |  |  |  |  |  |  |  |  |  |  |  |  |  |
|  | 30. Andrés JIMÉNEZ DE LORCA y Gómez                    |  |  |  |  |  |  |  |  |  |  |  |  |  |  |  |
|  |                                                        |  |  |  |  |  |  |  |  |  |  |  |  |  |  |  |
|  |                                                        |  |  |  |  |  |  |  |  |  |  |  |  |  |  |  |
|  | 15. María JIMÉNEZ DE LORCA y González-Chaparro         |  |  |  |  |  |  |  |  |  |  |  |  |  |  |  |
|  |                                                        |  |  |  |  |  |  |  |  |  |  |  |  |  |  |  |
|  |                                                        |  |  |  |  |  |  |  |  |  |  |  |  |  |  |  |
|  | 31. Juana GONZÁLEZ-CHAPARRO y Vargas                   |  |  |  |  |  |  |  |  |  |  |  |  |  |  |  |
|  |                                                        |  |  |  |  |  |  |  |  |  |  |  |  |  |  |  |
|  |                                                        |  |  |  |  |  |  |  |  |  |  |  |  |  |  |  |

## Descendencia
Los primeros condes de la Conquista, Mateo de Toro-Zambrano y Ureta y Nicolasa de Valdés y de la Carrera fueron los padres de:
- José María de Toro-Zambrano y Valdés (1754-1780), Caballero de la Orden de Carlos III. Heredero legítimo y universal del Condado de la Conquista y de los bienes del Mayorazgo Toro-Zambrano, fallecido joven sin haber contraído matrimonio. Ayudante Mayor del Real Cuerpo de Artillería; participó en la guerra contra Portugal, resultando malherido, obteniendo licencia para pasar a Chile; Comandante del puerto y costa de Concepción.
- José Gregorio de Toro-Zambrano y Valdés (1758-1816), heredero legítimo y universal del Condado de la Conquista y de los bienes del Mayorazgo Toro-Zambrano, por fallecimiento de su hermano mayor. II Conde de la Conquista, Señor del Mayorazgo Toro-Zambrano. Capitán de la Compañía de Milicias del Príncipe de Asturias, Santiago 30 de diciembre de 1769; enviado a estudiar a España al Semaniario de Nobles de Madrid; prosiguió carrera militar en España hasta llegar al grado de teniente coronel de los Reales Ejércitos. Casado con la dama española Josefa Dumont de Holdre y Miquel, con descendencia Correa de Saa Toro-Zambrano, Correa de Saa Blanco, Correa de Saa Larraín, Correa de Saa Yrarrázabal, Correa de Saa Sanfuentes, Correa de Saa Roberts, Yrarrázabal Correa de Saa, Ovalle Correa de Saa, Rodríguez Correa de Saa, Pardo Correa de Saa, Vicuña Correa de Saa, Correa de Saa Santa Cruz, Herrera Correa de Saa, Correa de Saa Aldunate, etc.
- María Josefa Romualda de Toro-Zambrano y Valdés (1759-1786). Casada con el peninsular Pedro Flórez de Valdés y Cienfuegos, hijodalgo de Santianes de Molenes, Asturias; Rector del Colegio de Nobles de San Pelayo; Catedrático de Volumen de la Universidad de Salamanca; Licenciado en Jurisprudencia; pasó a América 1799 como Corregidor de Paucartambo, Perú; luego vino a Chile; Diputado del Tribunal de Minería; candidato a la Gobernación de Chile. Con sucesión Flórez Toro-Zambrano, Flórez de la Cavareda, Pérez Flórez, Subercaseaux Pérez, García-Huidobro Pérez, etc.
- Mariana de los Dolores de Toro-Zambrano y Valdés (1761-1851), decidida patriota, partidaria de sus primos Carrera, ocultó en su casa a Luis Carrera y Verdugo, perseguido por el gobierno de Lastra en julio de 1814. Casada en primeras nupcias con el navarro José Antonio de Armaza y Juanotena, con descendencia Armaza Toro-Zambrano, Montt Armaza, Cruchaga Montt, Tagle Montt, etc. Casada en segundas nupcias con el castellano Marcos Alonso Gamero, director general de la Renta de Tabacos, Naipes, Pólvora y Papel Sellado del Reino de Chile, con sucesión Gamero Toro-Zambrano, Muñoz Gamero, Muñoz Hurtado, Muñoz Arlegui, Velasco Muñoz, etc.
- José Joaquín Eusebio de Toro-Zambrano y Valdés (1762-1836), Caballero de la Orden de Santiago, estudió en España en el Seminario de Nobles de Madrid; participó en el Cabildo Abierto del 18 de septiembre de 1810; adhirió al sector patriota; nombrado Comandante de dos escuadrones veteranos de caballería de húsares de Santiago por la Junta de Gobierno el 18 de septiembre de 1810; heredó de su padre la estancia Alhué, departamento de Rancagua, de 4366 cuadras. Casó con María del Carmen de Andía-Yrarrázabal y del Solar, hija de los marqueses de La Pica, con descendencia Toro-Zambrano Yrarrázabal, Toro-Zambrano Donoso, Toro-Zambrano Ovalle, etc.
- María Inés de Toro-Zambrano y Valdés, que casó con el asturiano Pedro de Junco y Junco. Radicados en España.
- Manuela Javiera de las Mercedes de Toro-Zambrano y Valdés (1767-1828) , casada en primeras nupcias con Carlos de Vigil y Ramírez de Miranda, con descendencia Vigil Toro-Zambrano, casada en segundas nupcias con José Santiago Martínez de Aldunate y Larraín, ministro de Guerra y Marina; nominado precandidato a la presidencia de Chile; senador de la República, 1843-1852; intendente de Valparaíso, 1845; director de la Escuela Militar, 1847; senador suplente, 1858-1867.
- María de los Dolores de Toro-Zambrano y Valdés (1768-1769).
- María del Rosario Josefa de Toro-Zambrano y Valdés (1772-1774).
- Domingo José Rafael de Toro-Zambrano y Valdés, Caballero de la Orden de Alcántara. Asistió al Cabildo Abierto del 18 de septiembre de 1810. Alcalde de Santiago de Chile en 1811. Contrajo matrimonio con María Mercedes de Guzmán y Lecaros, con descendencia Toro-Zambrano Guzmán, Toro-Zambrano Necochea, Toro-Zambrano Hörmann, etc.